# Rohr, Bas-Rhin

Rohr este o comună în departamentul Bas-Rhin, Franța. În 1 ianuarie 2022 avea o populație de 366 de locuitori.